# 도조 히데키
도조 히데키(일본어: 東條英機, 1884년 12월 30일 ~ 1948년 12월 23일)는 일본 제국의 히로히토 천황 재위 시기에 활동한 군인이자 정치인으로 태평양 전쟁을 일으킨  A급 전쟁범죄자이다. 1941년 10월 18일에 군인의 신분으로 행정수반인 총리대신을 되었으며 통수권 독립의 관례를 깨고 육군대신, 내무대신, 참모총장을 겸임하면서 대장으로 승진했다. 1942년 외무대신, 1943년 문부대신, 상공대신, 군수대신을 겸임하여 막강한 권력을 바탕으로 전쟁을 치루었으며, 공포정치의 일종인 ‘헌병정치’를 실시하여 군부독재 체제를 구축하였다.
1941년 12월 7일 진주만 기습공격을 명령해 태평양 전쟁을 일으켰으나 이듬해 6월 미드웨이 해전에서 패배한 이후 일본이 점차 미국의 반격에 밀려 전세가 기울자 1944년 7월 18일 그 책임을 지고 사퇴했다. 패전 후 자살을 시도했지만 미수에 그쳤으며, 극동국제군사재판(도쿄재판)에서 A급 전범으로 기소되어 사형 판결을 받고 교수형에 처해졌다.
군인가문출신으로 사관학교를 졸업후 군의 엘리트 코스를 밟았고, 군인신분을 유지한채 일국의 총리까지 오른 인물이다. 그러나 미국을 이길수 없다는 의견을 무시하고 태평양 전쟁을 일으켰다. 또한 전진훈(戰陣訓)과 '와전옥쇄(瓦全玉碎) 훈령을 내려 많은 젊은군인들에게 목숨바쳐 전투에 임할 것을 독려했으나 정작 자신은 패전후 비굴한 처신으로 일관했다. 고의성 짙은 자살미수사건을 벌인후 전범재판에 회부되었는데, 책임을 회피하고 비굴하게 목숨을 구걸함으로 사무라이 후예로서 명예를 실추시켰다는 평을 받고 있다.

## 생애와 경력

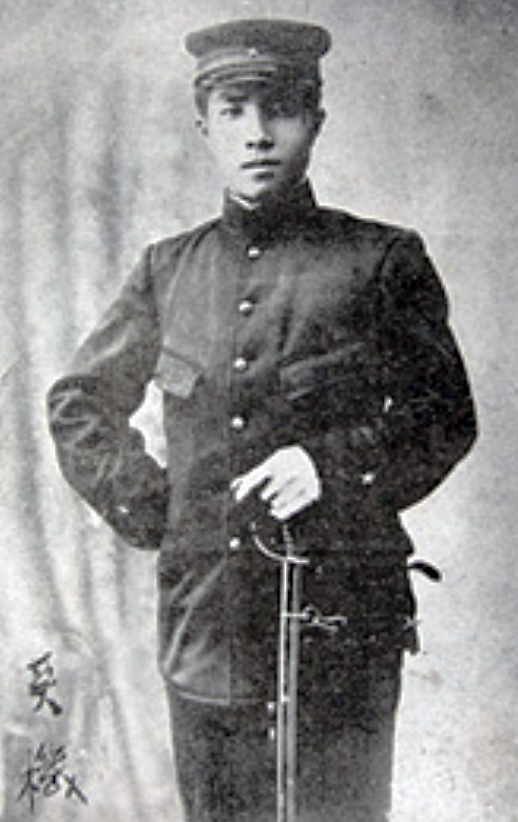
청년기의 도조

1884년 도쿄부 고지정에서 일본 제국 육군 중장 도조 히데노리의 셋째 아들로 태어났다. 어머니는 지토세(千歳)이며 본적지는 이와테현으로, 그의 두 형은 도조가 태어나기 전에 사망하였다. 그는 1909년에 이토 가쓰코(伊藤勝子)와 결혼하여 3남 4녀를 낳았다.
1905년 일본 육군사관학교 17기를 졸업하고 육군 보병 소위로 임관되었고, 1907년 육군 보병 중위로 진급하였다.
1915년 일본 육군대학교를 졸업한 후에 육군 보병 대위가 되어 근위 보병 제3연대 중대장이 되었다. 1919년 스위스에 주재 무관으로 급파되었고, 1920년 일본에 돌아온 후에는 소좌로 승진되었다. 1921년에는 다시 해외로 파견돼 독일에서 주재하였다. 도조는 1922년 육군대학교의 교관을 맡기 위해 일본으로 돌아갔고, 1929년 중좌로 승진되었다.
1920년대, 그는 군 파벌에 연루되어 우가키 가즈시게, 스기야마 하지메, 고이소 구니아키, 우메즈 요시지로, 그리고 나가타 데쓰잔과 함께 군 중심의 국가를 표방했던 파벌 통제파의 주요 구성원이 되었다. 이들은 일본 천황 중심의 국가를 표방한 극단적인 파벌 황도파를 이끄는 아라키 사다오와 대립 관계를 형성하였다. 도조는 후에 나가타 데쓰잔 사망 이후 통제파의 1인자로서 일본 육군을 주도하게 되었다.
그는 군사 행정가이자 야전 사령관으로서 뛰어난 능력을 보여주었고, 빠르게 승진해 1935년에는 관동군 헌병대 사령관, 1937년에는 관동군 참모장이 되었다. 이때 도조에게 붙은 별명이 "면도날"(일본어: 剃刀 가미소리[*])이었는데, 이는 그의 빠른 일 수행 능력 때문에 붙여진 별명이다.
1937년 루거우차오 사건이 발생하자 국민당 정부와의 타협에 반대하고, 중앙의 통제파와 연계하여 중일 전쟁의 확대를 유도하였다. 1938년 이타가키 세이시로 일본 육군 대신 아래 육군 차관이 되었으며, 1940년에는 제2차 고노에 내각에서 육군 대신에 임명돼 제3차 고노에 내각에서도 연임하였다. 도조는 마쓰오카 요스케 외무 대신과 협력해 일본이 삼국 동맹 조약(나치 독일, 이탈리아 왕국, 일본 제국)에 참가하는데 큰 영향을 미쳤고, 프랑스령 인도차이나의 일본군 주둔을 허용해 영국과 미국을 상대로 한 전쟁 준비를 추진하였다.

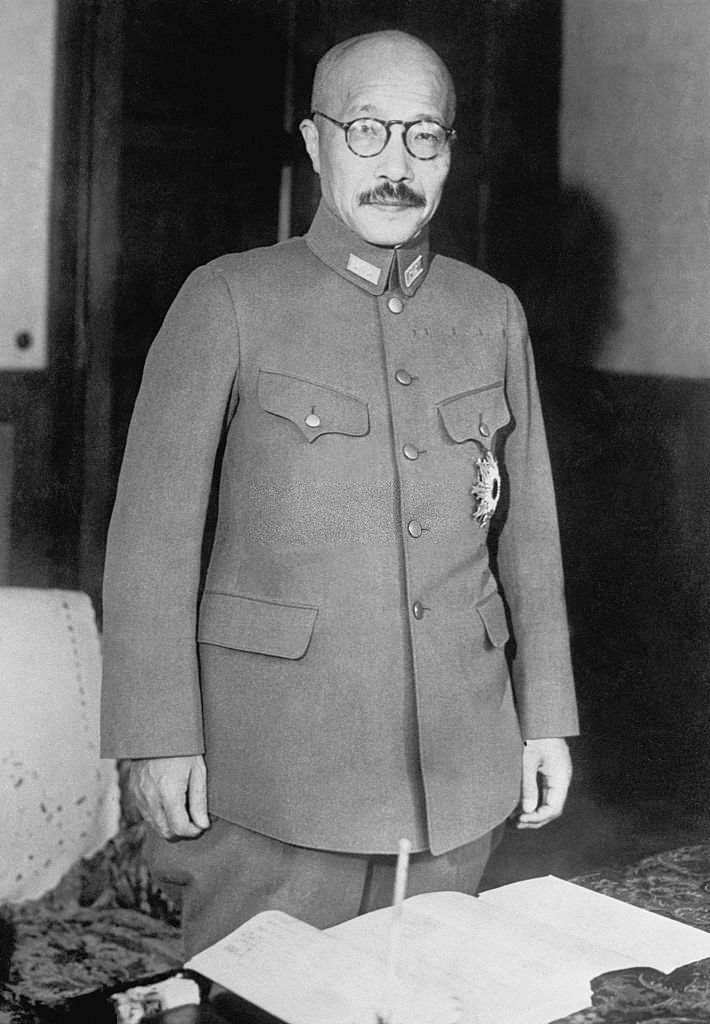
총리 시절의 도조

하지만 당시 미국 정부가 프랑스령 인도차이나에서의 일본군 전면 철수를 요구하였던 와중에는 도조가 이에 강경하게 반대하면서 오히려 고노에 내각을 붕괴시켰다. 1941년 10월 18일 내대신 기도 고이치 등의 추천으로 내각을 조직해 제40대 일본 내각총리대신에 임명되었고, 권력 강화를 지향해 관례를 깨고 내무대신, 육군대신, 참모총장 등을 겸임하면서 육군 대장으로 승진하였다. "살아서 포로가 되는 치욕을 당하지 말라"라는 가르침을 담은 전진훈(戦陣訓)을 만들어 자살공격을 통한 옥쇄(玉碎)를 부추였다.
도조는 이로써 내각을 장악해 군사 국가 체제로 일본 제국 전역을 군사강국화하였다. 1941년 12월 7일 진주만 습격을 명령해 태평양 전쟁을 일으켰으며, 1942년 외무대신, 1943년 문부대신, 상공대신, 군수대신을 겸임하고, 그 해 대동아회의를 개최하여 일본 주도하의 아시아 국가들의 단결을 도모하였다.
전쟁을 계속해서 수행해 전쟁 초반에는 동남아시아와 태평양 전선에서 많은 성과를 올렸으며, 1944년 국무와 통수의 일치 및 강화를 주장해 육해군 통수부 총장의 경질을 단행하고 스스로 참모총장이 되었다. 그러나, 전쟁 후반에 이르러 점점 전황이 악화되자 일본군은 수세에 몰렸고, 1944년 마리아나 제도를 연합군에게 빼앗기자 그 책임을 지고 내각총리대신 직에서 물러났다.

## 처형

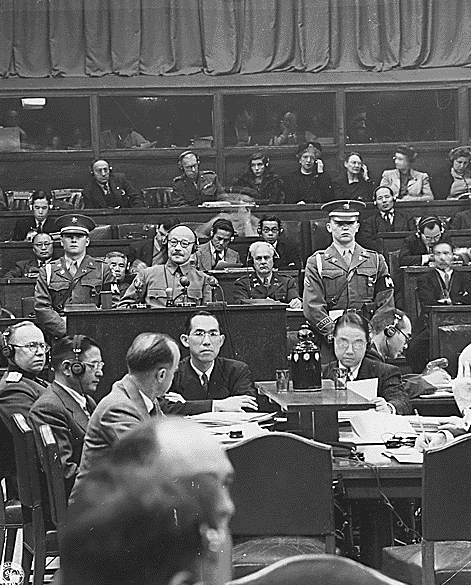
극동 국제 군사 재판에서 증언하는 도조 히데키

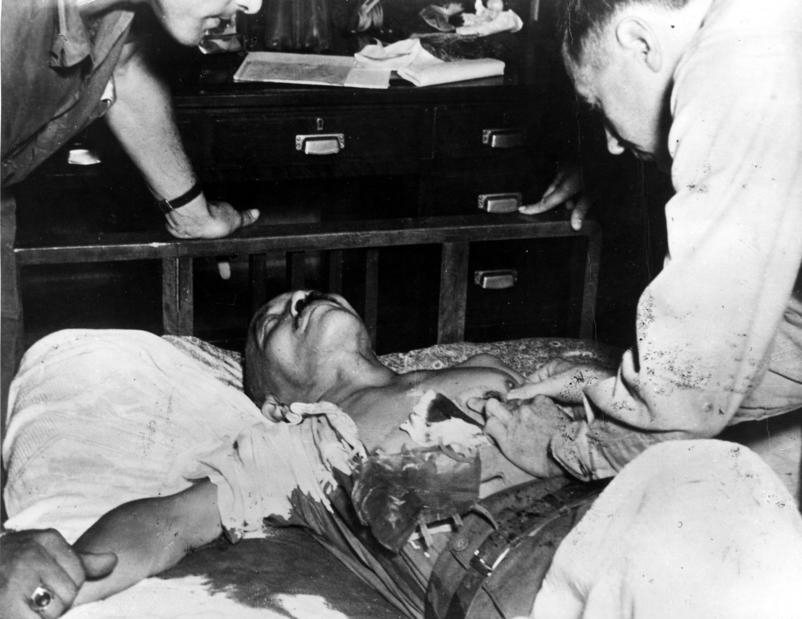
도조 히데키 자살 실패 후 사진

도조는 1945년 8월 일본의 패전 후, 권총 자살을 시도하였으나 실패하고 병원에 잠시 입원하였다가, 체포되었다. 그는 1948년 11월 12일 극동 국제 군사 재판에서 도이하라 겐지, 이타가키 세이시로, 무토 아키라, 기무라 헤이타로, 마쓰이 이와네, 히로타 고키 등과 함께 사형을 선고받아 그 해 12월 23일 0시 1분에 스가모 형무소에서 교수형에 처해졌다.
도조는 처형되기 전까지도 전혀 참회하지 않으면서 불교에 귀의해 "욕망의 이승을 오늘 하직하고, 미타(彌咤)의 곁으로 가는 기쁨이여..."라는 유언시를 남기기도 했다. 사체는 유족에게 반환되지 않았으며 요코하마시의 한 화장터로 이송되어 화장되었고, 유골은 분쇄되어 유회와 함께 항공기에 의해 태평양에 투기되었다. 그러나, 고이소 구니아키의 변호사와 그 화장터 근처에 있는 한 절의 주지가 화장터 직원의 안내로 잠입해, 잔회를 두는 곳에 버려진 7명의 유회와 유골의 작은 조각을 회수하였고, 회수된 유골은 아타미의 고아 관음(興亜観音)에 옮겨져 숨겨졌다.

## 사후
1958년 무덤을 새로 만들자는 계획이 부상해 1960년 아이치현의 산가네 산(三ヶ根山) 꼭대기에 이장되었으며, 현재 이곳에는 순국 칠사묘가 축조되어 유골이 안치되어 있다.
극동 국제 군사 재판의 14명의 합사는, 1966년 구 후생성(지금의 후생노동성)이 제신명표(祭神名票)를 야스쿠니 신사 측에 보내 1970년 야스쿠니 신사 숭경자 대표회(靖国神社崇敬者総代会)에서 결정되었고, 1978년 합사되었다.

## 평가
우지 도시히코는 자신의 책에서 도조는 어려서부터 권위주의자였으며 태평양 전쟁이 발발한 후에는 군수대신과 참모총장을 겸임해 정치와 전략의 일원화를 추구한 독재자이자 철저한 전쟁 수행자라는 입장을 보였다. 또한 일본의 전쟁으로 중국, 한국 등 주변 국가의 입장에서 도조 히데키는 영원히 ‘전쟁 범죄자’로 기억될 것이라고 잘라 말했다.
장성훈은 그의 저서 《사무라이 정신은 없다》를 통하여 도조 히데키를 비겁한 사무라이라고 강하게 비판하였다. 도조 히데키는 전통적인 군인 집안 출신으로 일본육군사관학교를 졸업한 일본군의 정예 엘리트로서 군내 요직을 두루 거친 핵심요원이다. 미국과의 전쟁도 불사하다는 강경파의 선봉으로 군인신분을 유지한채 총리에 임명된후 육군대신, 참모총장 등을 겸직하며 태평양 전쟁을 일으킨 당사자이다. 특히 포로로 잡히는 치욕을 당하지 말고 사무라이의 후예답게 명예롭게 죽으라는 '전진훈(戰陣訓)'과 하찮은 기와로 온전하게 남기보다는 옥처럼 아름답게 부서져 죽으라는 '와전옥쇄(瓦全玉碎)'의 영을 내린 장본인이다.
이 훈령에 의해 일본의 무수한 젊은이들은 조국을 위해 하나뿐인 자신을 목숨을 던지며 전장에서 죽어갔다. 그럼에도 불구하고 그는 일본이 항복한후 고의성이 짙은 '자살미수 소동'을 일으켰으며, 전범으로 체포된후 벌어진 재판에서 전임자의 결정을 단순히 집행한것 뿐이라고 책임을 회피한채 목숨을 구걸하는 비굴한 변명으로 일관했다. 할복 등의 자살을 미화하거나 독려할 수는 없으나 사무라이 정신이 넘치는 일본군인의 대표로서 모범이 되어야 할 자가 지극히 치졸한 모습을 보였다는 것은 사무라이 후예로서 부끄러워 해야 할 일이며, 도조 히데키을 비롯한 A급전범들의 예에서 보듯이 일본이 지나치게 사무라이 정신을 미화하고 있다고 장성훈은 주장하였다.

## 가계
- 장남 도조 히데타카(東條英隆)
  - 손녀 도조 유코(東條由布子)
- 차남 도조 데루오(東條輝雄)
- 삼남 도조 도시오(東條敏夫)
- 장녀 도조 고즈에(東條光枝)
- 차녀 도조 마키에(東條満喜枝)
- 삼녀 도조 유키에(東條幸枝)
- 사녀 도조 기미에(東條君枝)

## 도조 히데키를 그린 작품

### 소설
- 《왼손잡이 독재자 - 도조 히데키의 비극》(左利きの独裁者―東条英機の悲劇)
- 《도조 히데키 - 대일본제국에 순직한 남자》 (東条英機―大日本帝国に殉じた男)

### 영화
- 대동아전쟁과 국제 재판 (大東亜戦争と国際裁判, 1959년)
- 격동의 쇼와사 군벌 (激動の昭和史 軍閥, 1970년)
- 전쟁과 인간 (戦争と人間, 1973년)
- 대일본제국 (大日本帝国, 1982년)
- 프라이드·운명의 순간 (プライド・運命の瞬間, 1998년)
- 스파이·조르게 (スパイ・ゾルゲ, 2003년)
- 난징의 진실 제1부 칠인의 사형수 (南京の真実 第一部「七人の死刑囚」, 2008년)

### 다큐멘터리 드라마
- 그 전쟁은 무엇이었는가 일·미 개전과 도조 히데키 (あの戦争は何だったのか 日米開戦と東条英機, 2008년)